# Мергим Војвода
Мергим Војвода (алб. Mërgim Vojvoda; Србица, 1. фебруар 1995) је албански фудбалер са Косова и Метохије  који тренутно наступа за Комо. Игра на позицијама десног бека и крилног играча.

## Успеси
Синт Тројден
- Друга лига Белгије  (1) : 2014/15.[6]

 Карл Цајс Јена
- Куп Тирингије  (1) : 2015/16.[7]

Појединачни
- Најбољи косовски фудбалер: 2020.[8]